# Kirby Nature Trail
Le Kirby Nature Trail est un sentier de randonnée américain dans le comté de Hardin, au Texas. Entièrement situé au sein de la réserve nationale de Big Thicket, il est constitué de deux boucles.